# Albatros de Buller
Thalassarche bulleri
Pour les articles homonymes, voir Buller.
Espèce
Statut de conservation UICN

 NT D2 : Quasi menacé
L'Albatros de Buller (Thalassarche bulleri) est une espèce d'oiseaux de mer de la famille des Diomedeidae.

## Description

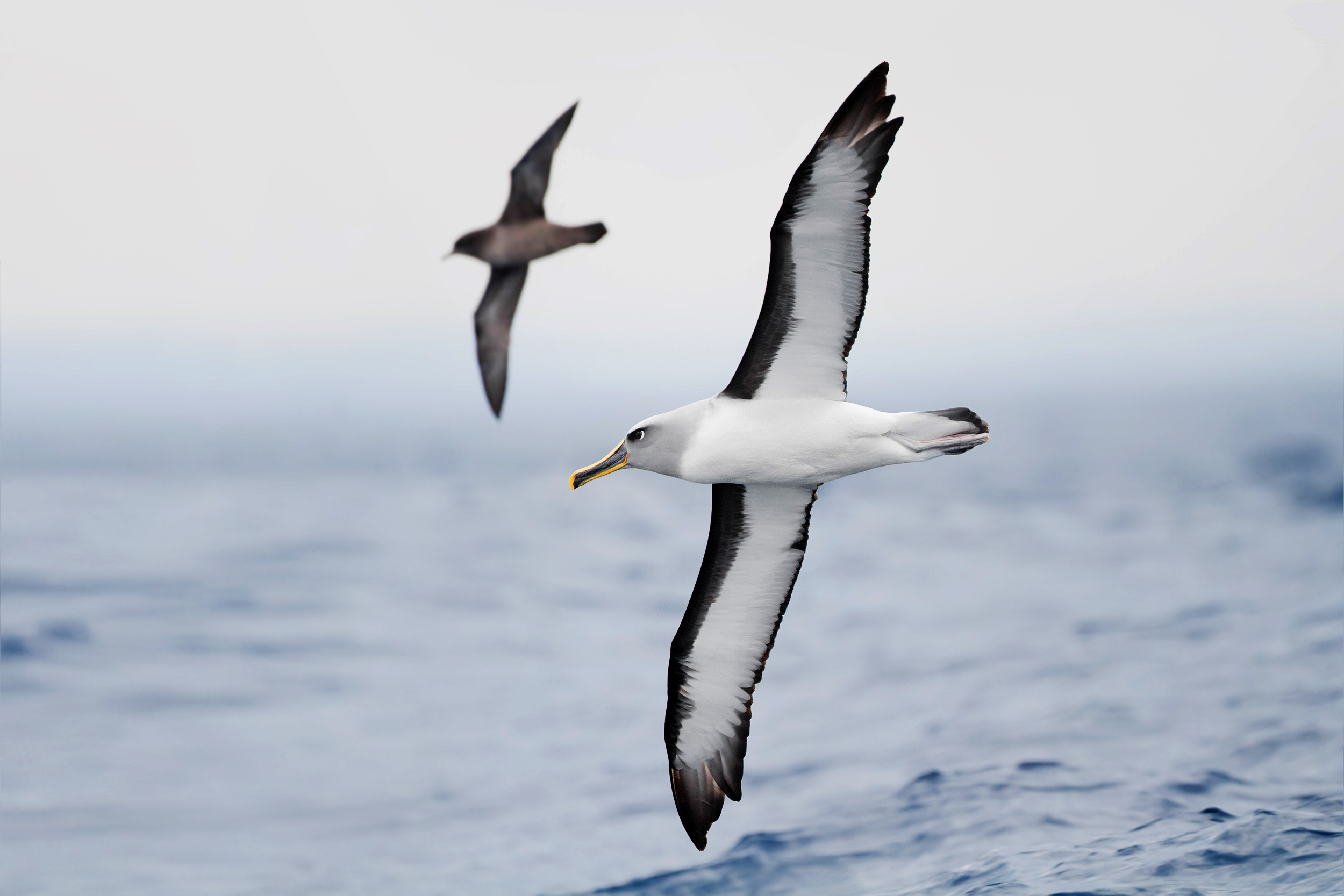
Albatros de Buller en vol

Cet albatros pèse de 2,1 à 3,4 kg pour une envergure de 200 à 213 cm.
La tête est gris pâle avec une zone blanchâtre sur le front et le sommet. Le bec est sombre avec une large bordure jaune. Le dessous des ailes est clair avec une bordure noire mieux délimitée que chez l'Albatros à tête grise.

## Répartition
L'Albatros de Buller se reproduit sur les îles Chatham, Snares et Solander.

## Étymologie
L'Albatros de Buller doit son nom à Sir Walter Lawry Buller, naturaliste et juriste britannique né en Nouvelle-Zélande.

## Sous-espèces
D'après la classification de référence (version 14.1, 2024) de l'Union internationale des ornithologues, l'Albatros de Buller possède 2 sous-espèces :
- Thalassarche bulleri bulleri (Rothschild, 1893) (Albatros de Buller austral) : îles Snares et îles Solander ;
- Thalassarche bulleri platei (Reichenow, 1889) (Albatros de Buller de l'île Chatham) ;  îles des Trois Rois et îles Chatham.

La sous-espèce T. b. plateai possède un bec plus large et un contraste plus marqué entre le front clair et le reste de la tête gris que la sous-espèce nominal.